# Anta do Porto Aivado
Die Anta do Porto Aivado, auch unter dem Namen Anta do Porto Alvado bekannt, ist eine Megalithanlage gut 9 km nördlich Castelo de Vide, in der Gemeinde (portugiesisch Freguesia)  Santa Maria da Devesa im Kreis (portugiesisch Concelho) Castelo de Vide, Distrikt Portalegre im nordöstlichen Alentejo.
Das Grab liegt auf der Kuppe eines Hügels etwa 300 m östlich der Ribeira de Vide, an deren Ufer ungefähr 1,5 km – 2 km südlich auch die Anta do Cerejeiro und die  Anta da Várzea dos Mourões und etwa 1,4 km westlich die Anta do Vale de Sancho errichtet wurden.
Anta, Mámoa, Dolmen, Orca und Lapa sind die in Portugal geläufigen Bezeichnungen für die ungefähr 5000 Megalithanlagen, die während des Neolithikums im Westen der Iberischen Halbinsel von den Nachfolgern der Cardial- oder Impressokultur errichtet wurden.

## Denkmalpflege
Die Anlage wurde 1959 durch Georg und Vera Leisner beschrieben und 1986 im Rahmen einer Prospektion erneut katalogisiert. 1988 und 1989 fanden erste archäologische Untersuchungen der Fundstelle unter der Leitung von Jorge Manuel Pestana Forte de Oliveira statt. 1997 wurde die Anta als IIP – Imóvel de Interesse Público klassifiziert und unter Schutz gestellt.

## Befund
Die Fundstelle ist heute weitgehend zerstört. Nur drei stark fragmentierte Tragsteine (Orthostaten) aus Granit der länglich polygonalen Grabkammer sind in situ erhalten. Bisher haben sich keine eindeutigen Hinweise auf einen Korridor oder eine Überhügelung (Mámoa) des Grabes ergeben.
Trotz der schlechten Erhaltung kann die Anta in den Zeitraum vom Endneolithikum bis in die Kupfersteinzeit (3500–2000 v. Chr.) datiert werden.

## Funde
Über eventuelle Funde der Grabung von 1988 bis 1989 liegen keine Informationen vor.